# Dušan Simović
Dušan Simović (Kragujevac, 1882. október 28. – Belgrád, 1962. augusztus 26.) szerb nemzetiségű tábornok, a jugoszláv légierő, később a hadsereg főparancsnoka, hadügyminiszter, politikus, miniszterelnök.

## Életrajz
1900-ban végzett a belgrádi Katonai Akadémián. Szolgált a balkáni háborúkban, valamint az I. világháborúban is. A szaloniki fronton a 7. gyalogsági ezred parancsnoka volt. A repülés és a légvédelem szakértőjévé vált. 1936–1938 között a légierő parancsnoka volt. 1938-ban ösztönözni próbálta tervekkel a jugoszláv kormányt a náci Németország részéről érkező támadás kivédésére, majd ennek elutasítását követően részt vett a Dragiša Cvetković vezette kormány elleni puccsban.
Németország nem bízott benne és lerohanta Jugoszláviát 1941. április 6-án (e napon volt lánya esküvője is.). Április 15-én a családjával együtt elmenekült az országból Athénon át Londonba.
1945-ben visszatért Belgrádba. 1946-ban tanúként részt vesz Draža Mihailović perében. Haláláig számos katonai tárgyú könyvet írt.

## Fordítás
- Ez a szócikk részben vagy egészben  a   Dušan Simović című angol Wikipédia-szócikk fordításán alapul.  Az eredeti cikk szerkesztőit annak laptörténete sorolja fel. Ez a jelzés csupán a megfogalmazás eredetét és a szerzői jogokat jelzi, nem szolgál a cikkben szereplő információk forrásmegjelöléseként.